# Tō

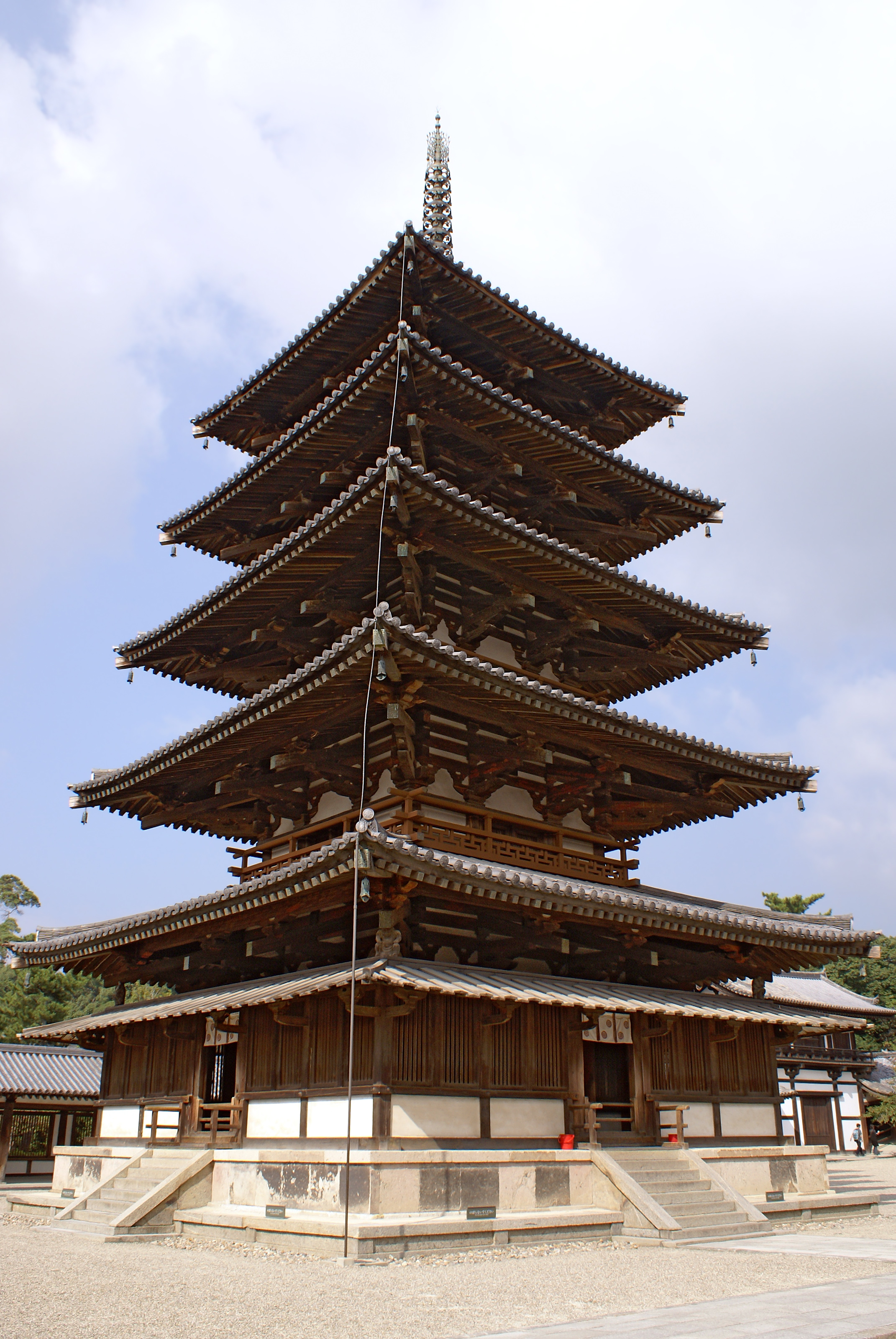
Der Tō des Hōryū-ji

Der Tō (japanisch 塔) ist die japanische Version der Pagode innerhalb buddhistischer Tempelanlagen.
Die Pagode selbst ist eine Abwandlung der Stupa und diente anfangs der Aufbewahrung und Verehrung der Reliquien Buddhas. Mit wachsender Verbreitung des Buddhismus wurden die Reliquien durch symbolische Gaben ersetzt und somit stand die Pagode bei der Ankunft des Buddhismus in Japan, im sechsten Jahrhundert, bereits für die Anwesenheit Buddhas und bezeichnete eine Stätte seiner Verehrung. Gerade in Japan war dies im späteren Verlauf der Geschichte eine wichtige Funktion, da, bis zum sog. Shinbutsu-Bunri von 1868, buddhistische und shintoistische Schreine eng miteinander verwoben waren. Somit ist auch zu erklären, dass, obwohl der Tō auf einen buddhistischen Tempel verweist, er auch in einigen wenigen Tempeln des Shintō zu finden ist.
Während die Pagoden auf dem asiatischen Festland meist aus Stein erbaut wurden, sind die japanischen Tōs meist aus Holz gefertigt und weisen – wie ihre Vorbilder – immer eine ungeraden Anzahl (in Japan meist drei oder fünf) an Stockwerken auf. Das Wort Tō wird in der heutigen japanischen Sprache auch als Bezeichnung für andere Arten von Türmen verwendet.
Mit der Entstehung neuer buddhistischer Schulen, teils als Ableger chinesischer Schulen, teils als Schulen spezifisch japanischer Ausprägung, verlor der Tō etwas an Bedeutung bzw. wurde durch typisch japanische Abwandlungen innerhalb eines Tempelkomplexes ersetzt oder ergänzt. Dies sind vor allem der Hōtō und der Tahōtō.

## Hōtō

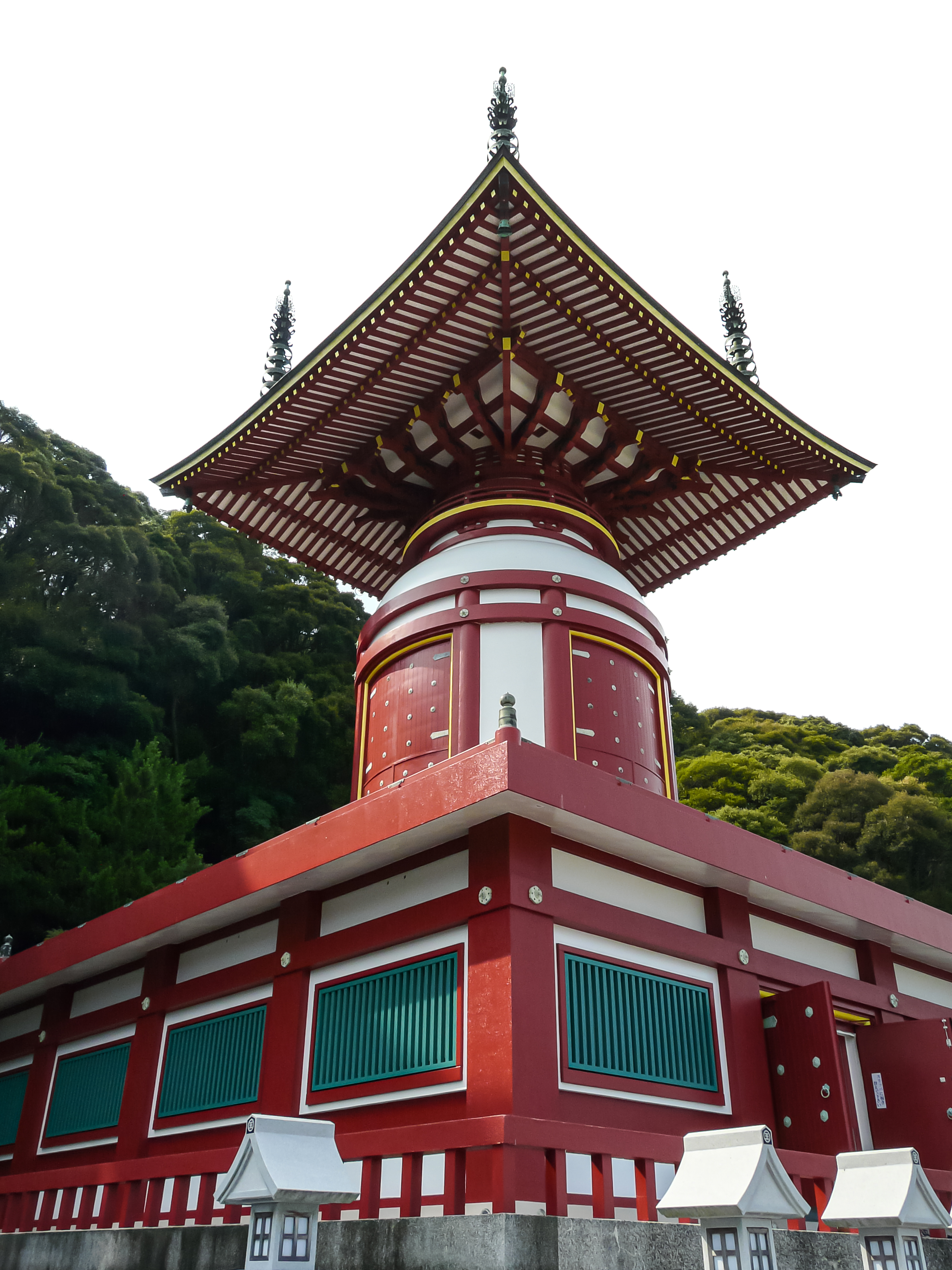
Der Hōtō des Yakuō-ji

Der Hōtō (宝塔, dt. „Schatzpagode“) ist eine kleinere Weiterentwicklung des Tō und eng mit dem Aufkommen des Shingon, Tendai und Nichiren-Buddhismus verbunden. Seine gewölbte fassartige Basis erinnert sehr an den Vorläufer der Pagode, der Stupa. Die Basis ist meist aus Stein oder Bronze gefertigt, und mit dem pyramidenartigen Dach kommt der Hōtō auch, wie am Beispiel des Hōtō am Ikegami Honmon-ji erkennbar, mitunter der Funktion eines Grabmales wieder sehr nahe. In der kleinen Ausführung aus Bronze ist er tatsächlich ein Grabmal.

## Tahōtō

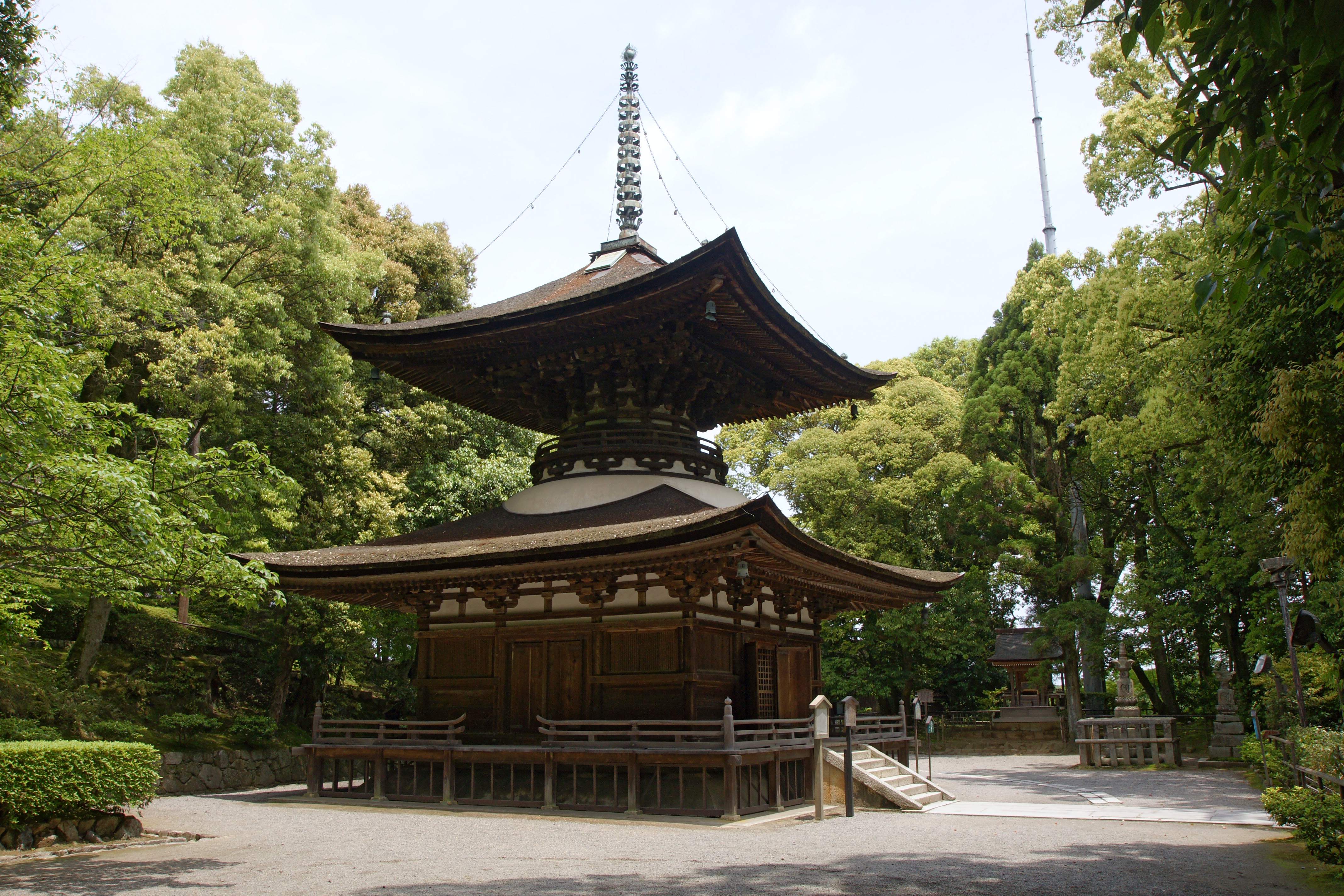
Der Tahōtō des Ishiyamadera

Der Tahōtō (多宝塔) ist lediglich eine größere Form (3×3 Ken) des Hōtō.  Dieser und der um zwei Maßeinheiten größere aber seltenere, Daitō (5×5 Ken) dient, vergleichbar einer Kapelle, auf dem Tempelgelände der Andacht und Aufbewahrung religiöser Objekte der Verehrung. Wie oben angedeutet, sind Tahōtō immer ein Hinweis auf einen Tempel der Shingon- oder Tendai-Schule.

## Gorintō

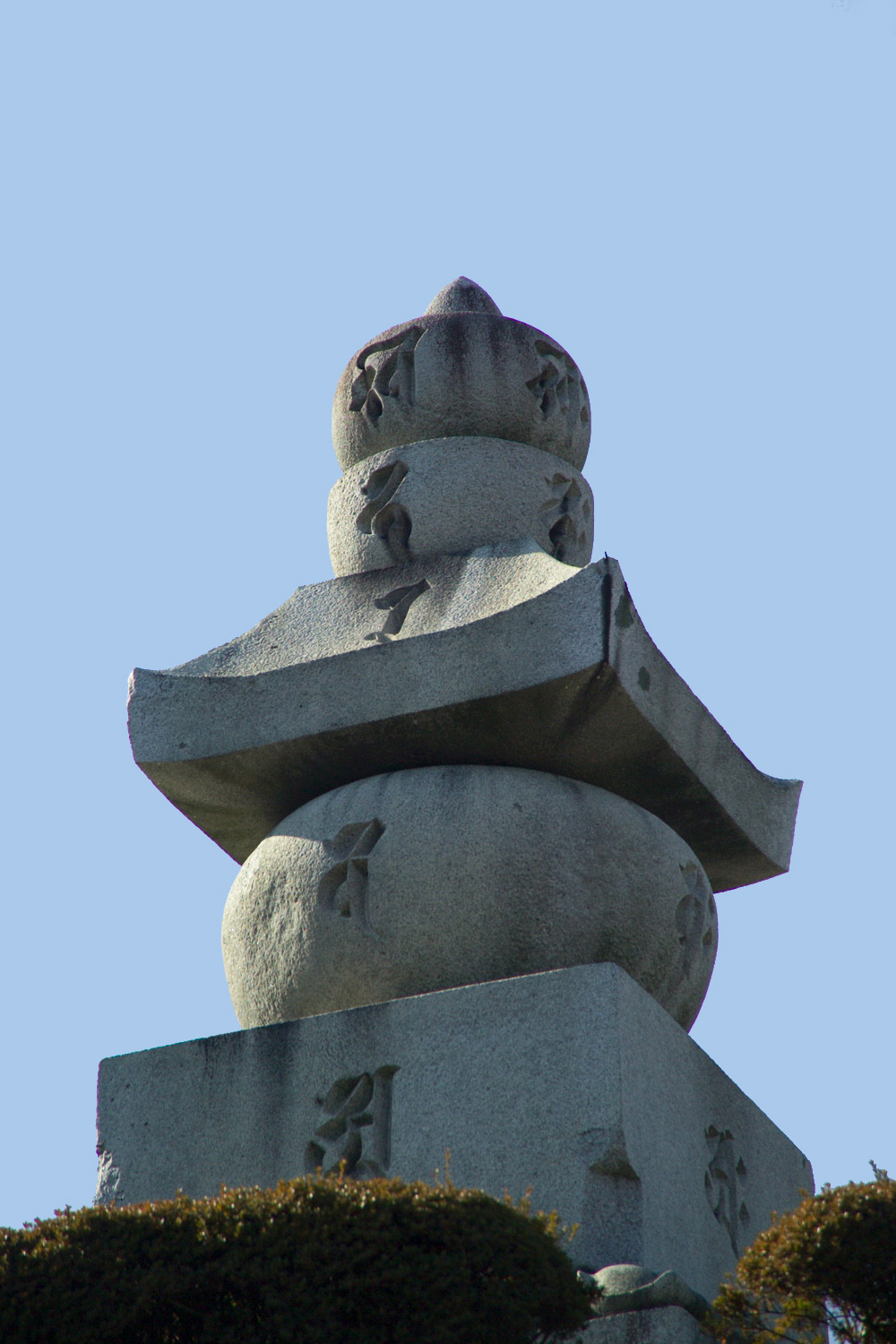
Ein Gorintō

Der Gorintō (五輪塔 ‚Fünf-Ringe-Turm‘) ist eine Form der Pagode, die fast ausschließlich in Japan vorzufinden, und eng mit dem Aufkommen des Tendai und Shingon Buddhismus während der Heian-Zeit verbunden ist. Verwendung findet diese Form der Pagode vor allem als Grabmal oder Kenotaph und ist somit oftmals auf buddhistischen Tempelgeländen oder buddhistischen Friedhöfen vorzufinden.
In einigen Fällen findet auch der Begriff Gorin-sotoba (五輪卒塔婆) bzw. Gorin-gedatsu (五輪解脱) Verwendung, wobei sotoba eine Abwandlung des Sanskrit-Wortes für Stupa ist und gedatsu für Sanskrit Moksha ‚Erlösung‘ steht.
Grundsätzlich besteht der Gorintō aus fünf Blöcken, deren Unterscheidung nicht immer offensichtlich ist. Die Zahl fünf steht hierbei für die fünf Elemente gemäß japanischer (buddhistischer) Philosophie. Dies sind: Erde (Kubus), Wasser (Kugelform), Feuer (Pyramidenförmig), Luft (Sichelförmig) und Leere (Form einer Lotosblüte). Die letzten beiden Elemente werden oftmals vereint.